# الحازق

تعديل مصدري - تعديل

الحازق هي إحدى قرى عزلة سباح بمديرية سباح التابعة لمحافظة أبين، بلغ تعداد سكانها 20 نسمة حسب تعداد اليمن لعام 2004.